# Comité français Pierre-de-Coubertin
Le comité français Pierre-de-Coubertin, fondé en 1950 sous le nom d'Association nationale pour la défense et le développement du sport, des activités physiques et du plein air, est un des comités d’éthique du sport français. Depuis 2024, il est présidé par Bernard Maccario.

## Historique

### L'Association nationale pour la défense et le développement du sport, des activités physiques et du plein air
L'« Association nationale pour la défense et le développement du sport, des activités physiques et du plein air » est créée le 3 août 1950 par Alfred Rosier, ex-chef de cabinet de Jean Zay au ministère de l'Éducation nationale, Jean-François Brisson et Pierre Rostini, tous deux journalistes au Figaro et directeurs de publication. Déclarée le 16 août 1950 avec le professeur Paul Chailley-Bert comme premier président elle est enregistrée au journal officiel du 24 et domiciliée au 15 rue de Clichy. Deux ans plus tard, Henri Bourdeau de Fontenay, premier directeur de l'École nationale d'administration (ENA) lui succède avant de céder la place, en 1954, à Louis Bontemps, président de la Fédération française d'escrime. Elle comprend alors 78 membres issus des milieux sportif, médical, administratif et militaire.
En 1956, Louis Bontemps intervient vigoureusement auprès des pouvoirs publics pour « défendre l'éducation physique et sportive du pays ». La même année il se propose, en accord avec Madame la baronne Pierre de Coubertin, « de maintenir l'œuvre intellectuelle de Pierre de Coubertin dans son ensemble » et intervient en ce sens auprès d'Avery Brundage. Cette même année Robert Hervet, écrivain-journaliste et secrétaire du-dit comité, s'associe avec André Senay pour publier Monsieur de Coubertin préfacé par Édouard Herriot et distingué par l'Académie française. L'ouvrage, republié à l'occasion des Jeux olympiques de Rome consacre déjà 4 pages à un « comité Pierre-de-Coubertin » alors domicilié au n° 29 rue Taitbout, à Paris. En 1961 parait la revue Défense du sport, organe de l'association.

### Le Comité français Pierre-de-Coubertin
En 1973 — année qui suit la création du Comité national olympique et sportif français (CNOSF) — l'association devient enfin officiellement « Comité français Pierre-de-Coubertin » (CFPC) avec l’assentiment d’Yvonne de Coubertin, nièce du rénovateur des Jeux olympiques et dernière descendante du nom avec sa sœur Marie-Marcelle, morte en 1978. Deux ans plus tard, Geoffroy de Navacelle, également neveu du baron, est à l'origine de la création du « Comité international Pierre-de-Coubertin » (CIPC). À cette occasion, le comité fondateur de France rappelle qu'il souhaite assumer sa part « légitime d’autorité doctrinale, morale et intellectuelle » et en 1980, lors du 30e anniversaire, son président, Pierre Comte-Offenbach, réaffirme : « Nous sommes les gardiens de la flamme rallumée par un grand humaniste ». Depuis cette date le comité s'érige clairement en lieu de réflexion et d'étude du sport contemporain.
Attaché aux trois grands principes de fonctionnement du sport éducatif définis par Thomas Arnold et réaffirmés par Pierre de Coubertin comme les fondements de l'idéal olympique, le CFPC soutient un amateurisme réaliste, le fair-play et l'autonomie du mouvement sportif qu'il défend contre toute instrumentalisation par les pouvoirs économiques et politiques. À ce dernier titre, il est attentif à la gouvernance du mouvement sportif, au respect des pratiques, des athlètes, des dirigeants et des politiques nationales ; le respect du développement durable a retenu son attention. Il y contribue par ses actions, ses publications et l'engagement de ses membres. L'agrément du CFPC par le ministère de la Jeunesse et des Sports est renouvelé le 28 juin 2005.

## Présidents

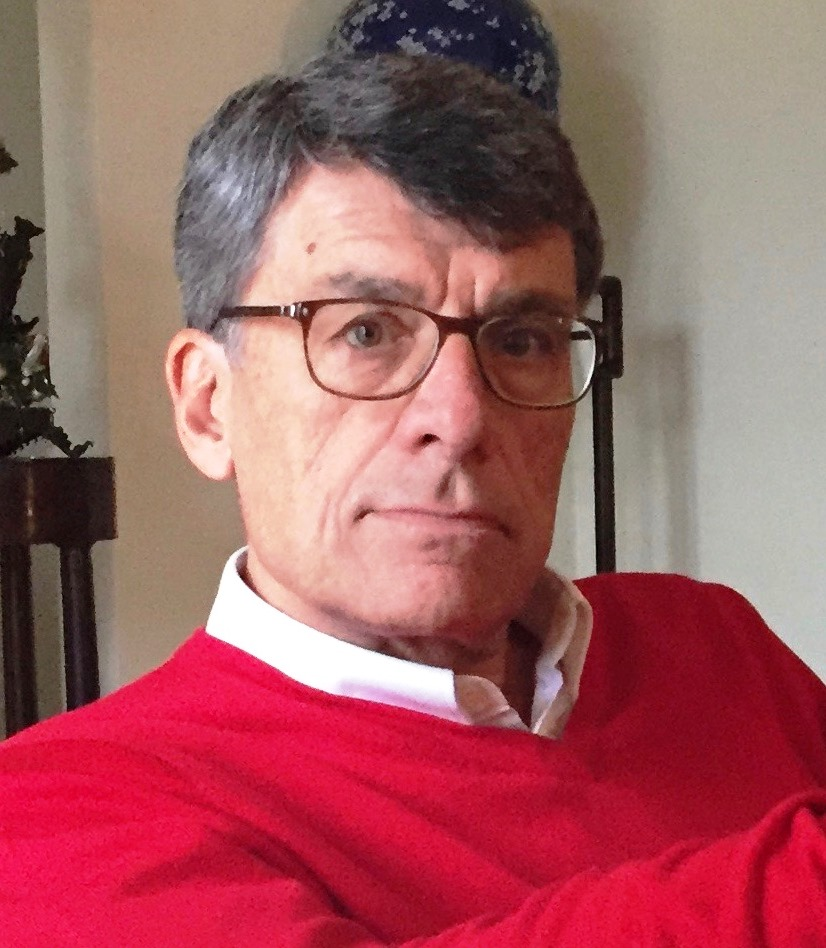
Bernard Maccario, président du CFPC depuis 2024.

- 1950-1952 : Paul-André Chailley-Bert, professeur des universités, fondateur de l'Institut régional d'éducation physique (IREP) de Paris.
- 1952-1953 : Henri Bourdeau de Fontenay, premier directeur de l'ENA (1945-1963).
- 1953-1963 : Louis Bontemps, président de la Fédération française d'escrime (1945-1964).
- 1964-1966 : Wilfrid Baumgartner, gouverneur de la Banque de France (1949–1960), ministre des Finances (1960–1962).
- 1966-1967 : Louis Bontemps.
- 1967-1979 : Alfred Rosier, ancien chef de cabinet de Jean Zay.
- 1979-1990 : Pierre Comte-Offenbach, député.
- 1990-2007 : Pierre Rostini[1], journaliste et directeur d'édition.
- 2007-2017 : Alain Calmat, ancien ministre délégué à la Jeunesse et aux Sports, également président de la commission médicale du CNOSF.
- 2017 - 2024 : André Leclercq, président de la Fédération française de volley-ball (FFVB) de 1984 à 1994 et vice-président du CNOSF de 1985 à 2013[12].
- Depuis 2024 : Bernard Maccario[13].

## Objet
Le comité Pierre-de-Coubertin a pour objet de :
- faire connaître l'ensemble de l'œuvre de Pierre de Coubertin et, particulièrement, ses travaux dans le domaine de l'éducation et de la pédagogie ;
- expliquer et propager l'olympisme défini par Coubertin comme un humanisme à promouvoir à tous les niveaux de l'enseignement, afin que le sport soit reconnu comme élément indispensable de l'éducation ;
- intervenir auprès des pouvoirs publics et des organisations compétentes pour que l'idéal olympique demeure l'antidote aux excès et déviations du sport ;
- initier, encourager la pratique des sports chez les jeunes et favoriser l'entraide et la solidarité entre les membres de la communauté sportive ;
- veiller au respect du français comme langue olympique, afin de préserver la diversité linguistique dans le monde en lien avec l'Organisation internationale de la francophonie (OIF).

## Moyens et activités
Le CFPC décerne des médailles et trophées Pierre-de-Coubertin aux sportifs et dirigeants ayant particulièrement œuvré à la propagation de l'esprit olympique.
Il organise des petits-déjeuners débats créés à l'initiative de Robert Pringarbe.
Sa revue, la Gazette Coubertin, paraît deux à trois fois par an. Une collaboration s'est nouée avec la Société française d'histoire du sport (SFHS).
Il édite, à l’usage des initiatives pédagogiques locales, des dossiers sur Pierre de Coubertin et les problèmes cruciaux concernant les jeunes sportifs : dopage, tabagisme.
À l'aube du XXIe siècle, le CFPC initie un partenariat régulier avec les universités et coorganise, avec l'une d’entre elles, des colloques bisannuels dont les thèmes reprennent ses missions et motivations :
- en 2003 à Rouen, Le sport est-il éducatif ?[8] ;
- en 2005 à Reims, De la psychologie sportive à la signification du sport[7] ;
- en 2007 à Paris au Sénat, La francophonie (actes non publiés) ;
- en 2009 à Grenoble, La gouvernance du sport[9] ;
- en 2011 à Bordeaux, Sport, nature et développement durable[10] ;
- en 2013 à Lille, Le sport est-il un médicament ?[14] ;
- en 2015 à Poitiers, Le sport au service de l'éducation et des connaissances[15] ;
- en 2017 à Angers, Entraîner, Animer, Former, Éduquer[16] ;
- en 2019 à Cergy, De Tokyo 1964 à Tokyo 2020[17] ;
- en 2021 à Nice, Sports, arts et olympisme[18] ;
- en 2023 à Calais.

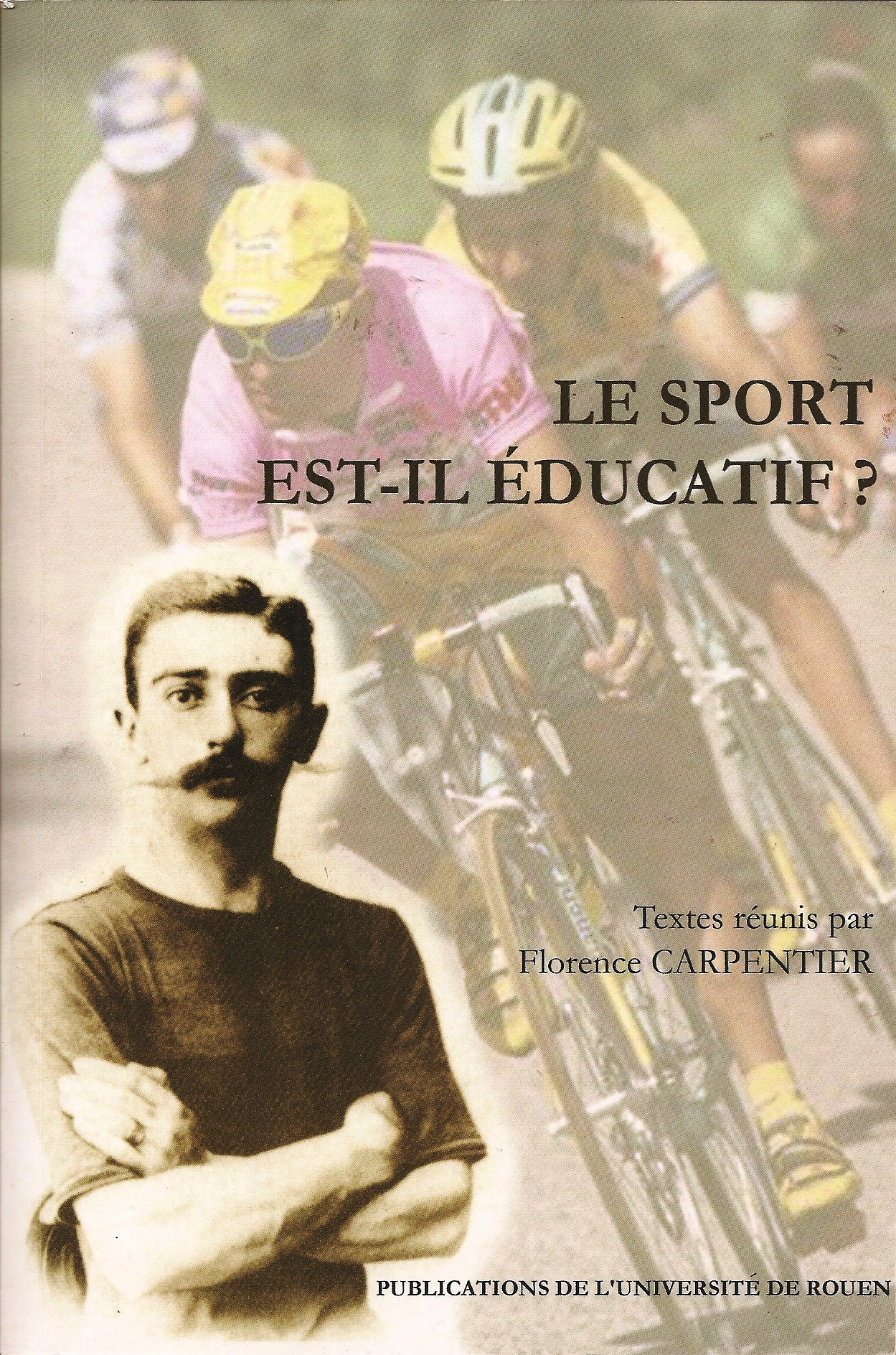
Actes du colloque coorganisé avec l'université de Rouen, en 2003.
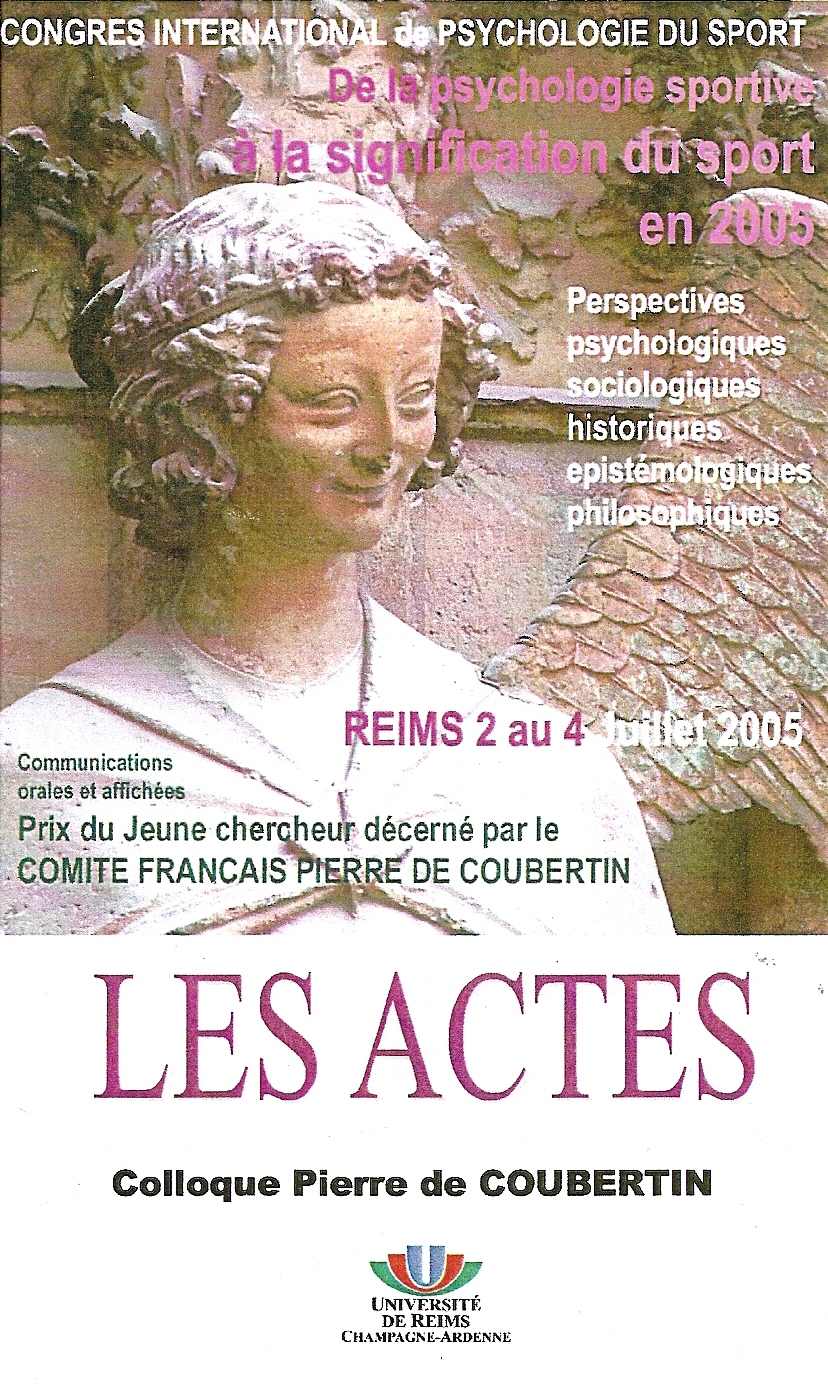
Actes du colloque coorganisé avec l'université de Reims, en 2005.

Pour l'année 2013, proclamée par le Comité international olympique (CIO) « année Pierre de Coubertin », le CFPC a reçu délégation du CNOSF pour impulser et coordonner les célébrations du 150e anniversaire de Pierre de Coubertin associé au centenaire de la devise olympique Citius, altius, fortius. Divers objets commémoratifs ont été créés à cette occasion.

## Relations

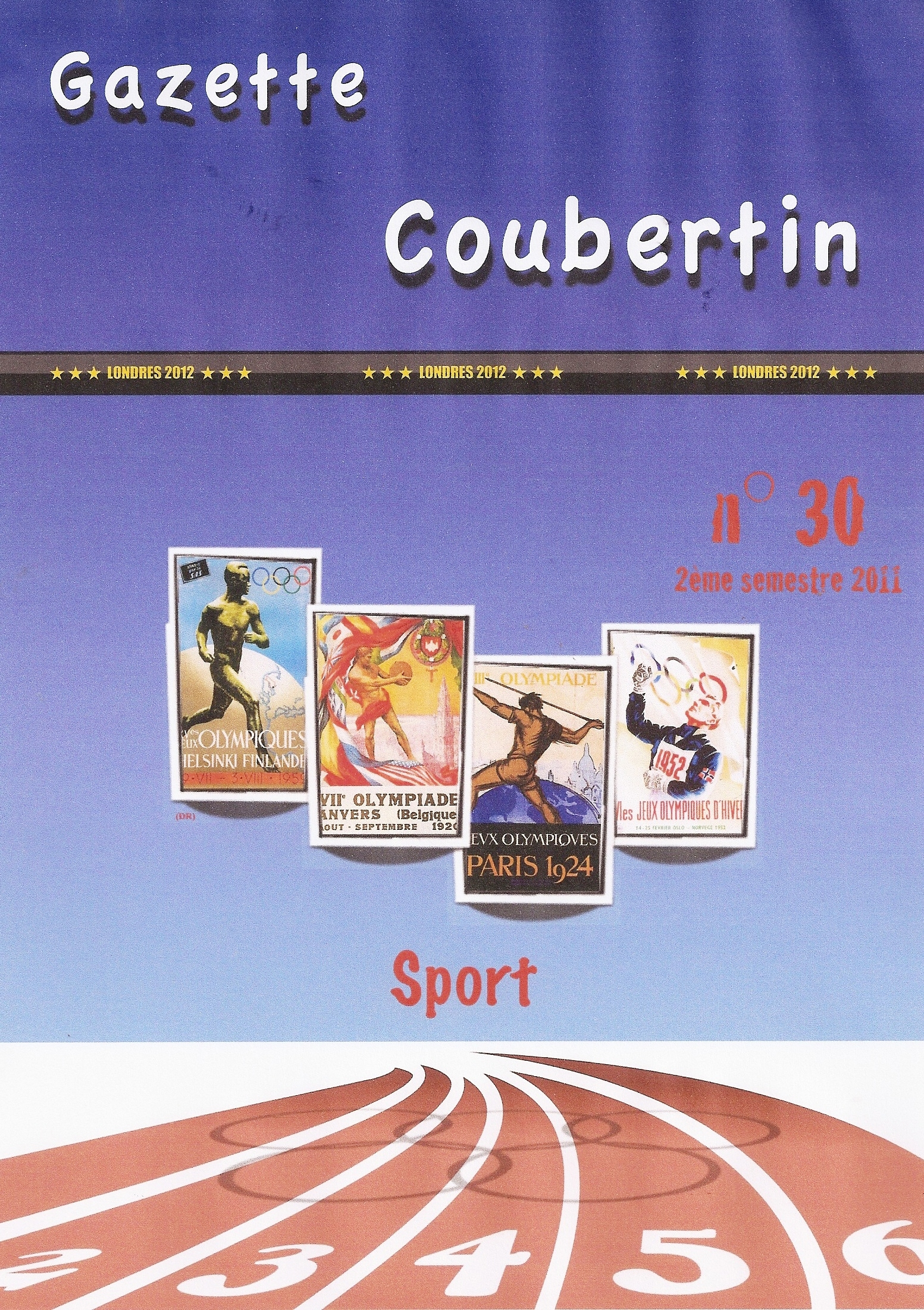
La Gazette Coubertin : no 30 du 2e semestre 2011

Le comité français Pierre-de-Coubertin entretient des rapports avec :
- le CNOSF dont le siège se trouve à Paris et qui l'héberge dans ses murs à la Maison du sport français sise 1 avenue Pierre-de-Coubertin ;
- le « Comité international Pierre-de-Coubertin » dont le siège se trouve à Lausanne en Suisse[19] ;
- l'Académie nationale olympique française[20] (ANOF) ;
- l'Association française pour un sport sans violence et pour le fair-play[21] (AFSVFP) dont il partage les bureaux ;
- la Fédération nationale des Joinvillais (FNJ)[22] ;
- l'« Association nationale des directeurs et élus du sport »[23] (ANDES) ;
- de nombreux comités régionaux (CROS) et départementaux (CDOS) olympiques et sportifs.